# El resumen de los medios
RSM, el resumen de los medios fue un programa de televisión argentino que se emitió en Azul Televisión durante varios meses del 2001, estrenado el 13 de mayo de ese año. Luego, con un formato nuevo, desde el 19 de septiembre de 2005 hasta el 28 de diciembre de 2011, por el canal América TV. Se emitió de lunes a viernes a las 20:15, bajo la conducción de Mariana Fabbiani, Maju Lozano, Humberto Tortonese y Claudio Pérez. Este programa fue un “programa de archivo” encargado de tratar todos los acontecimientos de la actualidad televisiva (realities, concursos, programas de polémica, fiestas, revistas, etc.).

## Temporadas

### Primera Temporada en Azul Televisión (2001)
Tuvo su primera temporada el 13 de mayo de 2001, por Azul Televisión en emisión semanal con la conducción de Gonzalo Bonadeo y el músico Gillespi donde repasaban en informes los acontecimientos de la semana en televisión, radio y prensa gráfica con comentarios humorísticos de los temas expuestos. Era un formato derivado del programa conducido por Raúl Portal, PNP, perdona nuestros pecados.

### Reposición y cambio de conducción (2005)
El 19 de septiembre de 2005 vuelve a salir al aire ahora en el canal América TV, conducido por la exmujer del  productor Gastón Portal, Mariana Fabbiani. En él se mostraban los acontecimientos más importantes del día a través de informes humorísticos. Luego, la conductora y los panelistas daban su opinión al respecto del tema visto. Sus secciones de informes eran “Perdidos en la tele” y “La noticia más bolu del día”. También participaba el comediante Juan Carlos Mesa, quien hacía personajes cómicos.
Todos los días iba de invitado un actor o actriz al cual se le mostraban antiguos reportajes y el entrevistado debía contestar igual que antes y ver las coincidencias.
Los integrantes del panel también tenían su participación y sección: Maju Lozano daba consejos para las mujeres, Claudio Pérez daba su opinión sobre política y Humberto Tortonese, hacía el "Pasando Revista", que consistía en leer los artículos nuevos de las revistas y dar su opinión.
Al alcanzarse las expectativas de rating, RSM continuó en 2006.

### Tercera Temporada (2006)
El programa siguió en 2006, y producto del buen rating se extendió en duración treinta minutos más, pasando a transmitirse de 20:30 a 22:00. Mesa dejó el elenco a mediados de año. Durante el Mundial de Fútbol en Alemania, Mariana Fabbiani tuvo al periodista deportivo Toti Pasman emitiendo desde ese país.
Se incorporó al personal del programa, la marioneta "Pepe Pompín", un conejo de peluche anaranjado, cuya función era aportar humor al programa.
La sección "La noticia más Bolu" desapareció y dejó de ser habitual la concurrencia de invitados. Con respecto a otras secciones, "Pasando Revista" de Humberto Tortonese permaneció. Cuando el programa de TV cumplió un año, este se festejó en el Budabar de Puerto Madero y se adoptó una marioneta nueva al show que fue Resumito, un muñeco que tenía un año.
El programa siguió mostrando lo que pasaba en el medio televisivo, predominantemente, todo lo referido al Bailando por un Sueño.

### Cuarta Temporada (2007)
Durante enero y febrero no hubo emisiones. En marzo, en el marco de una nueva temporada, hubo un cambio de escenografía. Su horario continuó siendo de 20:30 a 22:00. Si bien el formato y los panelistas se mantuvieron, Resumito y Pepe Pompín dejaron de aparecer. Se integraron al elenco: Gabriel Rolón, psicólogo reconocido, quien analizaba psicológicamente a los integrantes del programa, y Fabio Alberti, un comediante que hacía el personaje de Coty Nosiglia de Boluda Total, quien dos veces por semana escogía a las boludas semanales. En materia de Informes surge el Informe Finoli Finoli. Y como marionetas entran cuatro títeres que simulan ser el jurado de Bailando por un sueño, Graciela Alfano, Jorge Lafauci, Moria Casán y Gerardo Sofovich, que entablaban diálogos jocosos con Fabbiani. Humberto Tortonese comenzó a jugar con una muñeca que según él estaba poseída y hacía que el público enviara fotografías de sus hijos para ver si estaban "conectados" con los extraterrestres.

### Quinta Temporada (2008)
En febrero de 2008, inició una nueva temporada. Entre las nuevas incorporaciones al ciclo, se encontraron: El periodista deportivo Héctor Veira, quien contaba anécdotas deportivas y criticaba películas de cine, el comediante Coco Sily, quien daba "La Cátedra del Macho", es decir cómo se debían comportar los hombres en varias oportunidades, "Freddo", el barman amanerado y bailarín de la barra de tragos que simula estar enamorado de Mariana y ser bisexual, Rafael July y Santiago Sposato, los cronistas encargados de hacer reportajes a los personajes de 'Bailando por un sueño, y las marionetas Sur y Cata quienes eran dos suricatas, que aparecían en los informes y tenían el latiguillo: "¡Ah! No, no, no, no". 
Provenientes del año anterior, continuaron: Gabriel Rolón analizando semanalmente a los integrantes, Maju Lozano con una nueva sección llamada "Majulines", donde simulaba ser maestra jardinera y enseñar a los chicos temas de la farándula, Humberto Tortonese con Pasando Revista, Claudio Pérez y Boluda Total con Coty Nosiglia, enseñando a los televidentes a hacer manualidades. Fabio Alberti, además del personaje ya mencionado, incluyó otros tales como un médico, un flogger y una novicia. En Informes surgen el Último Momento (resumen del día) y el RSM Vintage (que revisaba sucesos televisivos antiguos).
A partir de octubre, se agregan los sorteos de dólares, los cuales eran entregados por unos afeminados policías. El índice de audiencia no alcanzó los mismos niveles del año anterior, llevando al programa a perder contra Bendita TV en algunas ocasiones. Aun así, el promedio de 5 puntos, fue considerado una cifra lo suficientemente exitosa para América TV, al punto de renovar contrato para el 2009.
El 24 de diciembre, RSM se despidió del aire, marcando la ida de Maju Lozano del programa. Los días siguientes, hubo emisiones recopilatorias del año, y el 5 de enero, Infama pasó a emitirse en el horario de RSM durante el verano.

### Sexta temporada (2009)
La sexta temporada de RSM comenzó el 2 de marzo de 2009 por América TV en el horario de las 21, y después fue corrido a las 20:15. En esta nueva temporada ya no estaban la panelista Maju Lozano, ni el comediante Fabio Alberti.
Este año se incorporaron: Mariana Briski, "El Bicho Gómez", Carlos Barragán y Sebastián Soldano, aunque estos dos últimos solo por un corto plazo, ya que con el paso de las emisiones, ambos dejaron de aparecer. Continuaron del año anterior: Claudio Pérez, Humberto Tortonese y Las suricatas (Sur y Cata), que hacían un noticiero llamado "Como Como News" (parodia a Mega News de la serie Los Exitosos Pells) en el que mostraban las noticias más sobresalientes del día, principalmente de la farándula, con su particular estilo burlón. Este año se añadieron dos juegos nuevos: Trabaletras y Doblados.

### Séptima temporada (2010)
La séptima temporada de RSM comenzó el 1° de marzo del 2010, por el mismo canal, en el horario del primetime. Mariana Fabbiani fue acompañada nuevamente por Claudio Pérez, Humberto Tortonese y el periodista Rafael July.
En el mes de mayo, la conductora se tomó licencia por el nacimiento de su primera hija, Matilda. Por más de dos meses, fue reemplazada de lunes a jueves por Humberto Tortonese, y los viernes por Nacho Goano (panelista de Un Mundo Perfecto).
El programa finalizó el 23 de diciembre con un promedio de 5.8 puntos de índice de audiencia según IBOPE.

### Octava y última temporada (2011)

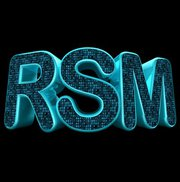
Estética tipográfica durante el año 2011

La octava temporada comenzó el 2 de marzo de 2011. El primer programa inició con Mariana Fabbiani mostrando a su hija Matilda por primera vez después de su nacimiento. La conductora fue nuevamente acompañada por Claudio Pérez, Rafael July, María Freytes, Julieta Cajg "Cayetina", Mex Urtizberea (panelista invitado) y Humberto Tortonese. Este año se estrenó un segmento nuevo llamado El Resumen del Twitter, que consistía en leer los mensajes de dicha red social de los famosos. A mediados de este año, comenzó a especularse sobre una posible "desvinculación" de la conductora por razones personales. El viernes 16 de diciembre, en una nota para el Diario Clarín, la conductora hizo oficial su salida del ciclo. Finalmente, el programa terminó el 28 de diciembre, luego de siete años de emisión.

""Fueron siete años de mucha madurez y aprendizaje. Y desde hace un tiempo, tenía la necesidad de cerrar una etapa. Tengo una mezcla de sensaciones. Por un lado, me da mucha nostalgia dejar un programa que me dio tantas gratificaciones. Pero también estoy muy contenta. Quería que el cierre del programa fuera en un buen momento. Y hay que animarse a decir 'me voy' cuando todo va bien. RSM me permitió crecer mucho como conductora y como persona. Ahora necesito descansar, tomarme vacaciones y disfrutar de mi hija y mi familia"
Mariana Fabbiani explicando su salida de RSM en la entrevista con Clarín

## Premios y nominaciones

### Premios Martín Fierro
| Año  | Categoría                          | Reconocido         | Resultado |
| ---- | ---------------------------------- | ------------------ | --------- |
| 2006 | Mejor labor en conducción femenina | Mariana Fabbiani   | Nominada  |
| 2006 | Mejor programa humorístico         | RSM                | Nominado  |
| 2007 | Mejor labor en conducción femenina | Mariana Fabbiani   | Ganadora  |
| 2007 | Mejor programa humorístico         | RSM                | Ganador   |
| 2007 | Mejor revelación                   | Maju Lozano        | Nominada  |
| 2008 | Mejor labor en conducción femenina | Mariana Fabbiani   | Nominada  |
| 2008 | Mejor programa humorístico         | RSM                | Nominado  |
| 2008 | Labor humorística masculina        | Fabio Alberti      | Nominado  |
| 2008 | Labor humorística masculina        | Humberto Tortonese | Nominado  |
| 2008 | Labor humorística femenina         | Maju Lozano        | Nominada  |
| 2009 | Mejor labor en conducción femenina | Mariana Fabbiani   | Nominada  |
| 2009 | Mejor programa humorístico         | RSM                | Nominado  |
| 2009 | Labor humorística masculina        | Humberto Tortonese | Nominado  |
| 2009 | Labor humorística femenina         | Maju Lozano        | Nominada  |
| 2010 | Labor humorística masculina        | Humberto Tortonese | Nominado  |
| 2010 | Labor humorística femenina         | Mariana Briski     | Nominada  |
| 2011 | Mejor labor en conducción femenina | Mariana Fabbiani   | Ganadora  |

### Premios Tato
| Año  | Categoría                 | Reconocido       | Resultado |
| ---- | ------------------------- | ---------------- | --------- |
| 2010 | Mejor Conducción          | Mariana Fabbiani | Nominada  |
| 2011 | Mejor conducción femenina | Mariana Fabbiani | Ganadora  |
| 2011 | Mejor Magazine            | RSM              | Nominado  |